# Tinda cormasa
Tinda cormasa är en tvåvingeart som först beskrevs av Walker 1849.  Tinda cormasa ingår i släktet Tinda och familjen vapenflugor.
Artens utbredningsområde är Sierra Leone. Inga underarter finns listade i Catalogue of Life.